# Observatori de Pula
L'Observatori de Pula, és un observatori astronòmic, el més antic de l'actual Croàcia, es va establir a Pula l'any 1871 com a part de l'Institut Hidrogràfic de l'Armada Imperial i Real. Estava situat en el pujol del Monte Zaro. Pula era en aquest moment un "port de guerra" per a l'imperi Austrohongarès.
Johann Palisa (1848-1925) es va convertir en el director de l'observatori l'any 1871-72 i va mantenir aquest lloc fins a 1880, càrrec que portava amb si el grau de comandant. La seva principal àrea de responsabilitat va ser el "Servei de temps", és a dir, la determinació i el manteniment de l'hora exacta.
Encara que el treball del servei del temps era necessari i exigent, és fàcil imaginar que per a una persona orientada a la recerca no fos del tot satisfactori, per la qual cosa Palisa va començar a observar planetes menors.
L'any 1874 va trobar el seu primer objectiu i el va nomenar en honor de l'imperi i, d'acord amb les convencions vigents de noms, el va anomenar (136) Àustria (Palisa 1874). Durant la seva permanència a Pula, Palisa va descobrir un total de 28 objectes, entre ells els asteroides (142) Polana, (143) Adria i (183) Istria.
En 1883, el croat Ivo Baró de Bojnik Benko (1851 a 1903) es va convertir en director de l'Observatori de Pula. Va desenvolupar un treball sistemàtic en el cercle meridià i va compilar un catàleg d'estels fonamentals que es va completar i va publicar després de la seva mort.
Quan Istria va quedar sota administració italiana (1918-1943) els instruments astronòmics i la biblioteca van ser traslladats a Trieste.
L'any 1944, durant la Segona Guerra Mundial, la força aèria anglo-nord-americana va destruir l'edifici.
Des de 1979 la "Societat Astronòmica Amateur d'Istria" funciona a l'ala nord-oest de l'observatori, parcialment reconstruït.
Codi UAI: 538